# SABIC
Saudi Basic Industries Corporation (in arabo الشركة السعودية للصناعات الأساسية‎?), nota come SABIC (in arabo سابك‎?), è una società saudita, attiva nel settore petrolchimico, chimico, dei polimeri industriali, fertilizzanti e metalli. È la più grande azienda pubblica del Medio Oriente e dell'Arabia Saudita quotata a Tadawul. Il 70% delle azioni di SABIC è di proprietà di Saudi Aramco Gli azionisti privati provengono dall'Arabia Saudita e da altri paesi del Gulf Cooperation Council (GCC).

## Storia
SABIC è stata fondata nel 1976 con decreto reale per convertire i sottoprodotti del petrolio in prodotti chimici, polimeri e fertilizzanti utili. Il primo presidente della società fu Ghazi Abdul Rahman Al Gosaibi, ministro dell'Industria e dell'Elettricità, e il primo amministratore delegato fu Abdul Aziz Bin Abdullah Al Zamil.
La fondazione di SABIC ha trasformato i piccoli villaggi di pescatori di Jubail sul Golfo Persico e Yanbu sul Mar Rosso in moderne città industriali. La produzione nel 1985 è stata di 6,5 milioni di tonnellate; cinque anni dopo la produzione salì a 13 milioni di tonnellate, nel 2003 a 42 milioni di tonnellate e nel 2012 a oltre 60 milioni di tonnellate. SABIC impiega più di 40.000 persone in tutto il mondo e dispone di 60 stabilimenti di produzione e compounding in oltre 40 paesi.
La rete produttiva di SABIC in Arabia Saudita è composta da 18 affiliate. La maggior parte di queste ha sede nella città industriale di Al-Jubail, sulla costa del Golfo Persico. Due si trovano nella città industriale di Yanbu sul Mar Rosso e uno nella città orientale di Dammam. SABIC è inoltre partner di tre iniziative regionali con sede in Bahrein. SABIC è leader di mercato in prodotti chiave come etilene, glicole etilenico, metanolo, MTBE e polietilene.  La consociata interamente controllata da SABIC, la Saudi Iron and Steel Company (Hadeed), con sede ad Al Jubail, è uno dei maggiori produttori completamente integrati del mondo.

### SABIC Europe (2002)
Nel luglio 2002, SABIC ha iniziato ad operare in Europa dopo l'acquisizione per 2 miliardi di dollari del settore petrolchimico del gruppo olandese DSM. SABIC Europe, la filiale europea di SABIC, produce oltre 2 milioni di tonnellate di polimeri e oltre 5 milioni di tonnellate di prodotti chimici di base. Impiega oltre 3.000 persone e ha due principali stabilimenti produttivi, a Geleen nei Paesi Bassi e Gelsenkirchen in Germania. Dopo aver costituito SABIC Europe, SABIC è diventata l'undicesima azienda petrolchimica più grande del mondo. L'acquisto di DSM ha evidenziato l'intenzione di SABIC di espandersi e diventare una vera azienda globale.
Nel 2004, il valore delle azioni SABIC, quotate alla Borsa Saudita (Tadawul), è aumentato del 170% mentre i suoi profitti netti sono aumentati del 112% dal 2003 al 2004.

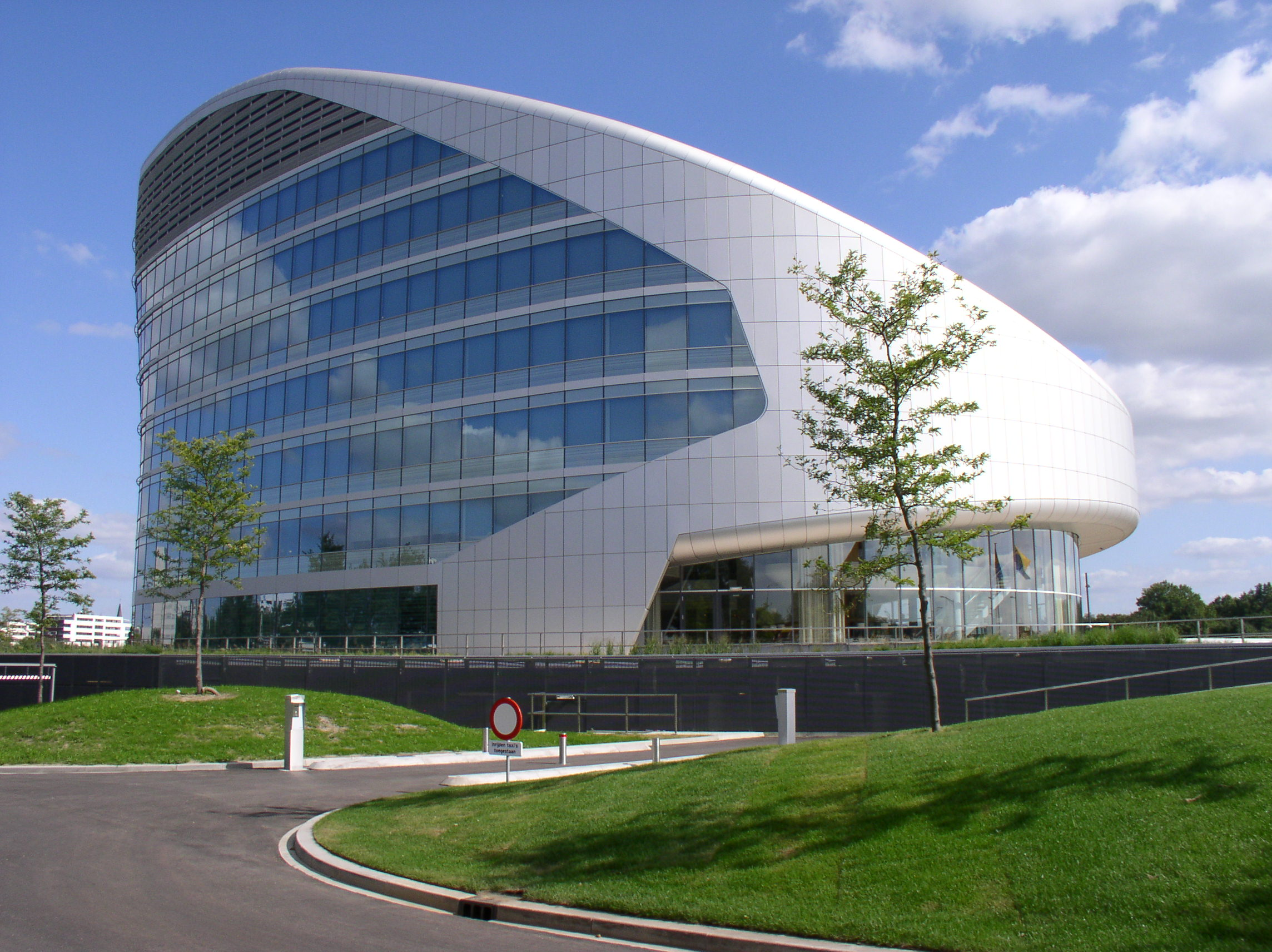
Il quartiere generale di SABIC Europa a Sittard, Paesi Bassi

Nel 2005, SABIC era la più grande (in termini di capitalizzazione di mercato) e la più redditizia compagnia non petrolifera quotata in borsa del Medio Oriente, l'undicesima compagnia petrolchimica più grande del mondo, classificata 331ª nella Fortune Global 500 per il 2005, il secondo produttore di petrolio, il terzo produttore di polietilene e in generale il quarto produttore di polipropilene e poliolefine. Standard & Poor's e Fitch Ratings hanno affermato che SABIC è il più grande produttore mondiale di polimeri e il più grande produttore di acciaio della regione del Golfo Persico per il 2005; hanno assegnato a SABIC un rating di credito aziendale "A". Nello stesso anno, Bloomberg classificò SABIC come la tredicesima azienda al mondo in termini di capitalizzazione di mercato (all'inizio del 2005 superava i 375 miliardi di SRl, l'equivalente di 100 miliardi di dollari) e la seconda per valore di mercato al di fuori di SABIC, gli Stati Uniti e il Regno Unito.
Nel giugno 2006, SABIC ha fondato la "SABIC Sukuk Company" per emettere obbligazioni islamiche (Sukuk) per un valore compreso tra 1 miliardo di SRl (266,67 milioni di dollari USA ) e 3 miliardi di SRl (800 milioni di dollari USA).
Nel gennaio 2007, SABIC Europe ha rilevato gli stabilimenti della Huntsman Corporation nel Regno Unito. Con sede a Sittard, Paesi Bassi, SABIC Europe dispone di un'ampia rete europea di uffici vendita e hub logistici, nonché di tre siti di produzione petrolchimica in Europa: Geleen (Paesi Bassi), Teesside (Regno Unito) e Gelsenkirchen (Germania).
Nel 2008, SABIC Europe ha prodotto 7,3 milioni di tonnellate di prodotti petrolchimici, principalmente per il mercato europeo.
Il 21 maggio 2007, SABIC ha acquisito la divisione Plastics di General Electric, in un accordo in contanti di 11,6 miliardi di dollari, inclusi 8,7 miliardi di dollari di passività, e ha lanciato SABIC Innovative Plastics. In quell'anno, la società si classificò al 145º posto (posizione precedente: 301) nell'elenco Forbes Global 2000.  Nel 2014, SABIC Innovative Plastics è un'azienda multimiliardaria con attività in più di 25 paesi e oltre 9.500 dipendenti in tutto il mondo.
Nel 2008, SABIC Europe ha prodotto 7,3 milioni di tonnellate di prodotti petrolchimici, principalmente per il mercato europeo. Nel luglio 2009, SABIC ha ricevuto l'approvazione dal governo cinese per costruire un complesso petrolchimico da 3 miliardi di dollari in Cina, al fine di prendere piede nel mercato chimico in più rapida crescita del mondo.

### Ristrutturazione (2015)
SABIC ha subito una ristrutturazione aziendale nell'ottobre 2015, che ha visto l'assorbimento dei prodotti chimici di base prodotti nella SBU Innovative Plastics nelle SBU Chimica e Polimeri. Insieme a ciò, è stata creata la SBU Specialties per ospitare il resto dei prodotti Innovative Plastics che non rientravano nell'ambito delle materie prime; la SBU Innovative Plastics cessa di esistere a partire dal 1º gennaio 2016. [12] Questa modifica segue la riallocazione del portafoglio Performance Chemicals nella SBU Chemicals. [13
Nel gennaio 2018, SABIC ha annunciato di aver acquisito una partecipazione del 24,99% in Clariant, il produttore svizzero di specialità chimiche. La partecipazione è stata acquisita dall'investitore attivista White Tale e, con la capitalizzazione di mercato prevalente di Clariant, sarebbe stata valutata nella regione di 2,4 miliardi di dollari. Il prezzo effettivo della transazione non è stato divulgato. Il CEO di SABIC, Yousef Al-Benyan, aveva precedentemente dichiarato, nel novembre 2017, che la società intendeva spendere dai 3 ai 10 miliardi di dollari in acquisizioni nei prossimi 10 anni.

### Entra Saudi Aramco (2020)
Il 27 marzo 2019, SABIC ha annunciato che la società energetica statale Saudi Aramco ha firmato un accordo per acquisire una quota di maggioranza del 70% in SABIC dal Fondo di investimento pubblico dell'Arabia Saudita in una transazione privata del valore di 69,1 miliardi di dollari. L'operazione è stata completata nel giugno 2020.

## Attività di lobbyng

### Negli Stati Uniti
Secondo il Center for Responsive Politics, le spese di lobbying sostenute da Sabic negli Stati Uniti nel 2018 ammontavano a 460.000 dollari.

### Con le istituzioni dell'Unione europea
Sabic è iscritta nel registro per la trasparenza dei rappresentanti di interessi presso la Commissione Europea dal 2015, e ha dichiarato nel 2018 per questa attività spese annuali di un importo compreso tra 200.000 e 300.000 euro.

### Non conformità alle norme europee
Il 21 maggio 2019, la Federazione tedesca per l'ambiente e la protezione della natura (Bund) ha messo in rilievo, sulla base dei dati forniti dall'Agenzia federale tedesca per l'ambiente e dall'Agenzia europea per le sostanze chimiche, che 654 aziende operanti in Europa non hanno rispettato, tra il 2014 e il 2019, il protocollo europeo per la registrazione, valutazione e autorizzazione delle sostanze chimiche , destinate a proteggere la salute e l'ambiente degli europei. Queste aziende, tra cui SABIC, utilizzano in modo massiccio sostanze sintetiche vietate e potenzialmente pericolose.